# Badminton aux Jeux africains de 2023
Navigation
2019
Les compétitions de badminton aux Jeux africains de 2023 ont lieu du 7 au 10 mars 2024 à Accra, au Ghana.

## Médaillés
| Simple hommes | Anuoluwapo Juwon Opeyori           | Godwin Olofua (en)                          | Adham Hatem Elgamal (en)                             |  |  |  |
| Simple hommes | Anuoluwapo Juwon Opeyori           | Godwin Olofua (en)                          | Victor Ikechukwu                                     |  |  |  |
| Simple dames  | Johanita Scholtz                   | Husina Kobugabe                             | Dorcas Ajoke Adesokan                                |  |  |  |
| Simple dames  | Johanita Scholtz                   | Husina Kobugabe                             | Fadilah Shamika Mohamed Rafi                         |  |  |  |
|               |                                    |                                             |                                                      |  |  |  |
| Double hommes | Koceila Mammeri Youcef Sabri Medel | Godwin Olofua (en) Anuoluwapo Juwon Opeyori | Adham Hatem Elgamal (en) Ahmed Salah (en)            |  |  |  |
| Double hommes | Koceila Mammeri Youcef Sabri Medel | Godwin Olofua (en) Anuoluwapo Juwon Opeyori | Jarred Elliott Robert Summers                        |  |  |  |
| Double dames  | Husina Kobugabe Gladys Mbabazi     | Halla Bouksani Tanina Mammeri               | Nour Ahmed Youssri Doha Hany                         |  |  |  |
| Double dames  | Husina Kobugabe Gladys Mbabazi     | Halla Bouksani Tanina Mammeri               | Dorcas Ajoke Adesokan Sofiat Arinola Obanishola (en) |  |  |  |
| Double mixte  | Koceila Mammeri Tanina Mammeri     | Adham Hatem Elgamal (en) Doha Hany          | Georges Julien Paul Kate Ludik                       |  |  |  |
| Double mixte  | Koceila Mammeri Tanina Mammeri     | Adham Hatem Elgamal (en) Doha Hany          | Caden Kakora Johanita Scholtz                        |  |  |  |

## Tableau des médailles
| Rang  | Nation         | Or | Argent | Bronze | Total |
| ----- | -------------- | -- | ------ | ------ | ----- |
| 1     | Algérie        | 2  | 1      | 0      | 3     |
| 2     | Nigeria        | 1  | 2      | 3      | 6     |
| 3     | Ouganda        | 1  | 1      | 1      | 3     |
| 4     | Afrique du Sud | 1  | 0      | 2      | 3     |
| 5     | Égypte         | 0  | 1      | 3      | 4     |
| 6     | Maurice        | 0  | 0      | 1      | 1     |
| Total | Total          | 5  | 5      | 10     | 20    |